# ستيوارت لو
ستيوارت لو (18 أكتوبر 1968 في أستراليا - ) (بالإنجليزية: Stuart Law)‏ هو لاعب كريكت أسترالي. شارك مع منتخب أستراليا الوطني للكريكت. أما مع النوادي، فقد لعب مع نادي مقاطعة ديربيشاير للكريكت ‏ ونادي مقاطعة لانكشر للكريكت ‏ ونادي مقاطعة ساسكس للكريكت ‏ وفريق كوينسلاند للكريكت ‏.

## وصلات خارجية
- ستيوارت لو على موقع إي آس بي آن كريك إنفو (الإنجليزية)